# National Research Council (Verenigde Staten)
De National Research Council (afgekort: NRC, Nederlands: Nationale Onderzoeksraad) van de Verenigde Staten is een particuliere non-profitorganisatie en een van de vier National Academies van de Verenigde Staten. De NRC voert het grootste deel van het onderzoek uit van de National Academy's, vaak in opdracht van de National Academy of Sciences en de National Academy of Engineering.
De NRC werd in 1916 opgericht als reactie op de Eerste Wereldoorlog om militair gericht onderzoek te bevorderen. Na de oorlog werd het geleidelijk losgekoppeld van het leger. Vandaag de dag wordt de NRC gezamenlijk georganiseerd door de National Academy of Sciences (NAS), de National Academy of Engineering (NAE) en het Institute of Medicine. De voorzitter van de National Academy of Sciences is tevens voorzitter van de NRC, en de National Academy of Engineering levert de vicevoorzitter. De leden van de NRC komen uit de NAS, NAE en het Institute of Medicine.
De taken van de NRC zijn het adviseren van de overheid, het verhogen van het algemene onderwijsniveau evenals het bevorderen van onderzoek op het gebied van wetenschap, techniek en gezondheid en het verspreiden van de resultaten hiervan.